# Perth (Australie-Occidentale)
Pour les articles homonymes, voir Perth.
Perth (/pɜːθ/  ; en nyungar : Boorloo) est la capitale de l'État australien d'Australie-Occidentale. Elle est située dans le Sud-Ouest de l'Australie, en bordure de l'océan Indien et sur les rives du fleuve Swan. Sa population s'élève à 2 059 484 habitants en 2018, ce qui en fait la quatrième ville du pays.
Fondée en 1829 par le capitaine James Stirling comme le premier point d'implantation d'une nouvelle colonie britannique, la Swan River Colony, Perth continue de servir comme siège du gouvernement de l'Australie-Occidentale jusqu'à aujourd'hui.

## Géographie
La ville de plus d'un million d'habitants la plus proche de Perth est Adélaïde, qui est à 2 131 km vers l'est-sud-est, ce qui fait de Perth l'une des villes de plus d'un million d'habitants les plus isolées au monde. La ville est plus proche de Makassar (3 005 km) ou de  Djakarta (3 011 km), en Indonésie, que de Sydney ou Brisbane. Perth est située à 390 km au nord-nord-ouest d'Albany, à 2 721 km à l'ouest de Melbourne, à 3 291 km à l'ouest de Sydney et à 3 606 km à l'ouest-sud-ouest de Brisbane.

### Situation

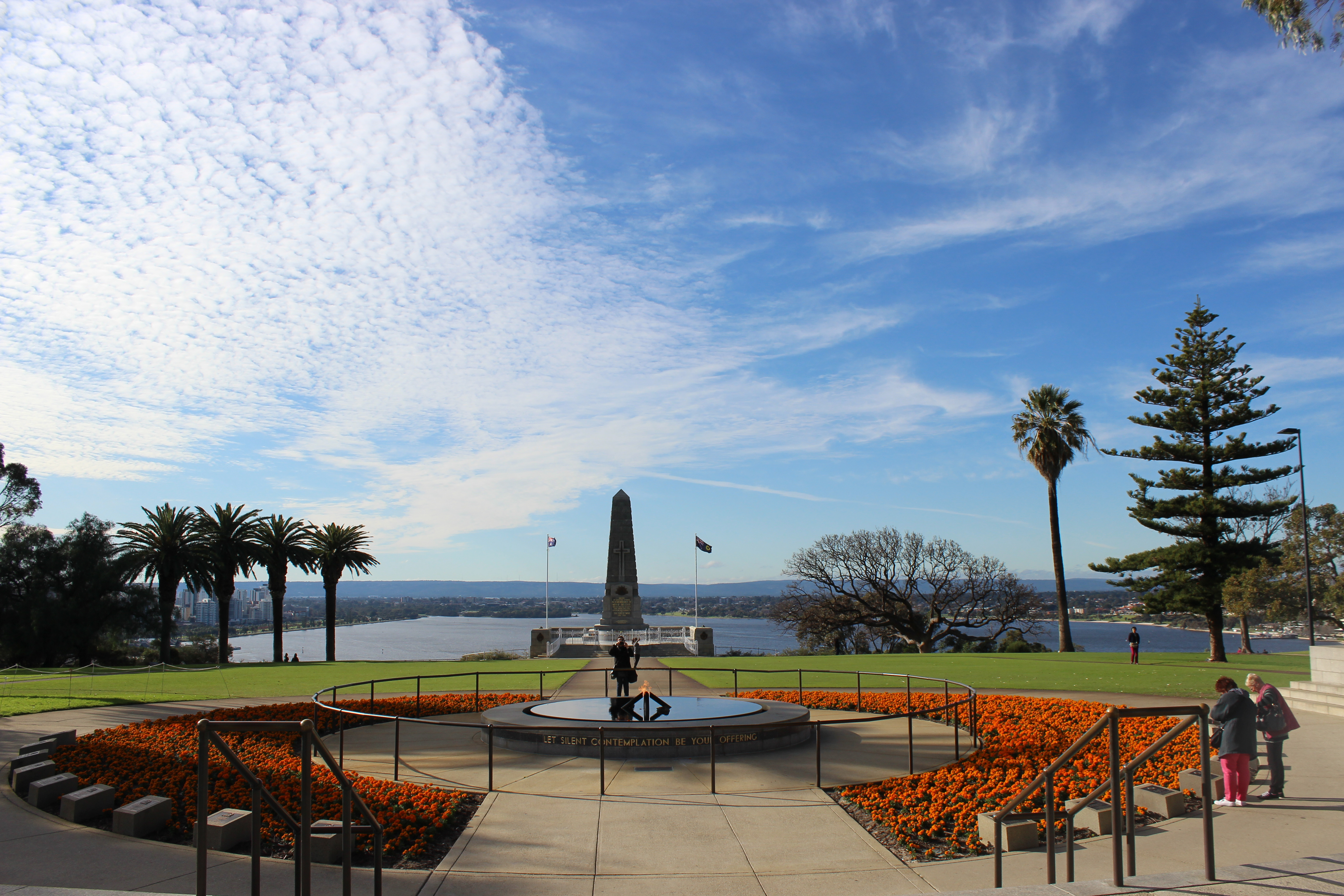
King's Park Great War Memorial.

Perth est située sur les rives du fleuve Swan, nommé ainsi en référence aux cygnes noirs rencontrés par le capitaine d'une expédition hollandaise Willem de Vlamingh en 1697. Auparavant, ce fleuve était connu par la population locale sous le nom de Derbal Yerrigan. Le centre de la ville et la plupart des banlieues sont situés sur la partie plate et sablonneuse qui s'étend entre l'escarpement de Darling et l'océan Indien. Les sols de cette région sont tout à fait stériles. La région métropolitaine s'étend jusqu'à Yanchep dans le nord, et jusqu'à Mandurah au sud, la distance qui les sépare est d'environ 125 km par la route. De la côte ouest de Mundaring, à l'est, il y a une distance totale d'environ 50 kilomètres par la route. Cela signifie que la zone urbaine de Perth est de plus de 6 100 km2.
Les banlieues côtières profitent de l'océan et de plages propres. À l'est, la ville est bordée par un faible escarpement appelé Darling Scarp. Perth se situe sur un sol plat et mouvant — en grande partie dû à la forte quantité de sols sableux et de bedrock profond. La zone métropolitaine de Perth a deux grands systèmes fluviaux, le premier est composé du fleuve Swan et de la rivière Canning. Le second est composé de la rivière Serpentine et de la rivière Murray, qui se jettent dans l'estuaire de Peel, à Mandurah.
Le Central Business District de Perth est délimité par le fleuve Swan au sud et à l'est, par Kings Park à l'ouest, tandis que les lignes de chemin de fer forment la frontière nord. St Georges Terrace est la rue principale avec plus de deux tiers des 1,3 million de m2 de bureaux dans le CBD. L'édifice le plus haut de la ville est Central Park, qui est le sixième gratte-ciel d'Australie.

### Climat
Perth est l'exemple classique d'un climat méditerranéen.
Les étés sont généralement chauds et secs, et durent de fin décembre à fin mars, février étant généralement le mois le plus chaud de l'année. La température la plus chaude jamais enregistrée à Perth a été 46,7 °C, le 23 février 1991.
Les hivers sont relativement doux et plutôt humides, bien que les précipitations hivernales aient diminué ces dernières années. La température la plus froide jamais enregistrée a été −0,7 °C, le 17 juin 2006, c'est aussi la seule température négative jamais enregistrée. Même en plein hiver, les températures diurnes tombent rarement en dessous de 16 °C. Bien que la plupart des précipitations aient lieu durant l'hiver, le jour le plus pluvieux a étonnamment eu lieu le 9 février 1992, lorsque 121 millimètres de pluie sont tombés. La plupart des après-midis d'été, une brise marine, surnommée « The Fremantle Doctor », souffle du sud-ouest, refroidissant la ville parfois en dessous de 30 °C.

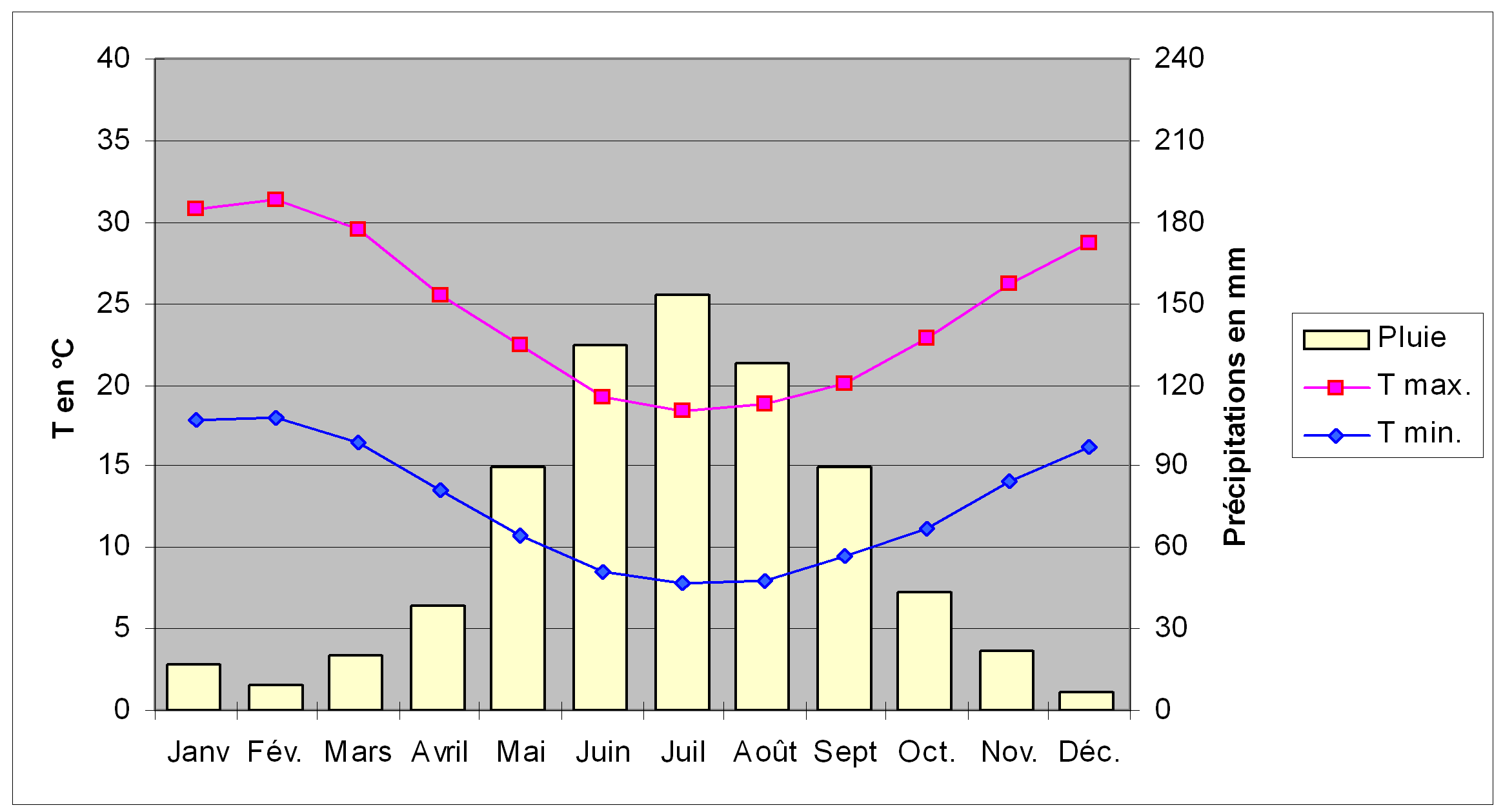
Thermométrie et pluviométrie à Perth, Source : Bureau of Meteorology

| Mois                                            | jan.  | fév. | mars  | avril | mai  | juin  | jui.  | août  | sep. | oct.  | nov. | déc.  | année   |
| ----------------------------------------------- | ----- | ---- | ----- | ----- | ---- | ----- | ----- | ----- | ---- | ----- | ---- | ----- | ------- |
| Température minimale moyenne (°C)               | 18,1  | 18,4 | 16,9  | 13,8  | 10,5 | 8,6   | 8,1   | 8,4   | 9,7  | 11,6  | 14,4 | 16,5  | 12,9    |
| Température moyenne (°C)                        | 24,8  | 25,1 | 23,3  | 19,9  | 16,4 | 14    | 13,3  | 13,8  | 15,2 | 17,5  | 20,6 | 23    | 18,9    |
| Température maximale moyenne (°C)               | 31,4  | 31,7 | 29,7  | 25,9  | 22,3 | 19,4  | 18,5  | 19,1  | 20,6 | 23,4  | 26,8 | 29,5  | 24,9    |
| Record de froid (°C)                            | 8,9   | 9,9  | 6,3   | 4,7   | 1,3  | −0,7  | 0     | 1,3   | 1    | 2,2   | 5    | 6,6   | −0,7    |
| Record de chaleur (°C)                          | 44,4  | 44,5 | 42,4  | 39,5  | 34,3 | 26,2  | 25,8  | 30    | 34,3 | 37,2  | 40,4 | 44,2  | 44,5    |
| Ensoleillement (h)                              | 356,5 | 319  | 297,6 | 249   | 207  | 177   | 189,1 | 223,2 | 231  | 297,6 | 318  | 356,5 | 3 221,5 |
| Précipitations (mm)                             | 16,7  | 13,1 | 20    | 37    | 86,5 | 127,3 | 146,3 | 122,2 | 80,6 | 39,3  | 24,7 | 9,5   | 721,9   |
| dont nombre de jours avec précipitations ≥ 1 mm | 1,5   | 1,2  | 2,6   | 4,8   | 8,6  | 11,8  | 14,6  | 12,9  | 10,8 | 5,7   | 3,8  | 1,9   | 80,2    |
| Humidité relative (%)                           | 39    | 38   | 40    | 46    | 50   | 56    | 57    | 54    | 53   | 47    | 44   | 41    | 47      |

## Histoire

### Aborigènes

Rottnest, Carnac et Garden Islands

De nombreuses traces dans la partie haute de la Swan River témoignent de la présence des Aborigènes Noongar sur le site de Perth depuis 40 000 ans au moins. Ils occupaient toute la partie sud-ouest de l'Australie-Occidentale, où ils vivaient de chasse et de cueillette. Les lacs des régions côtières jouaient un grand rôle pour eux tant au point de vue religieux que physique. Les îles Rottnest, Carnac et Garden actuellement au large de Perth étaient encore accessibles à pied il y a 5 000 ans.
L'actuelle région de Perth était appelée Boorloo par les aborigènes locaux lors de l'arrivée des premiers européens en 1827. Boorloo faisait partie d'une région plus vaste, le Mooro, terre tribale des Yellagonga, un des nombreux groupes tribaux de la région de la Swan River, connus collectivement sous le nom de Whadjuk. Les Whadjuk faisaient partie d'un groupe plus large d'une bonne douzaine de tribus regroupées sous le nom de Noongar (Le Peuple), quelquefois appelé aussi Bibbulmun.
Après leur installation en 1829, les colons européens ont donné le nom de « Third Swamp » à l'une des chaînes de lacs qui s'étend de Claisebrook jusqu'au lac Herdsman. Près de soixante-dix ans plus tard, en 1897, 15 hectares du « Third Swamp » ont été classés comme parc public, rebaptisés deux ans plus tard Hyde Park. Hyde Park est aujourd'hui l'un des parcs les plus attrayants et populaires de Perth.
Au début de 1831, les affrontements entre les colons britanniques et les aborigènes de la tribu locale des Noongars devenaient de plus en plus violents à mesure que la colonie s'agrandissait. Cette phase violente s'acheva par la victoire des Britanniques sur les indigènes, l'exécution du chef de la tribu des Whadjuks Midgegooroo, la mort de son fils Yagan en 1833 et la bataille de Pinjarra en 1834.
En 1843, lorsque le chef de tribu Yellagonga mourut, sa tribu avait commencé à se désintégrer après avoir été dépossédée des terres autour de la principale zone de peuplement de Perth. Ils se sont alors retirés sur les marais et les lacs au nord, y compris à l'endroit appelé Third Swamp, connu par les aborigènes sous le nom de Boodjamooling. Boodjamooling continua à être un des principaux lieux de campement noongar dans la région de Perth. Il était également utilisé par les voyageurs, les itinérants, et les sans-abri. Vers 1890, pendant la ruée vers l'or, ils ont été rejoints par des mineurs qui étaient en route pour les champs aurifères.
Avec l'expansion de Perth due à la ruée vers l'or, les Noongars ont déménagé vers le lac Gnangara où ils ont été isolés de la communauté européenne jusqu'à ce que des changements dans la législation reconnaissent les peuples aborigènes au cours des années 1960. Le camp est resté occupé jusqu'au début des années 1980, quand il a été converti en une école pour les enfants aborigènes.
Le 19 septembre 2006, la cour fédérale australienne a cassé un jugement qui reconnaissait aux Nyangar la propriété des terres de Perth (affaire Bennell v State of Western Australia [2006] FCA 1243).

### Première observation européenne
Les premiers Européens à avoir vu les terres où est maintenant situé Perth sont les Néerlandais.
Vraisemblablement le premier visiteur de la région du fleuve Swan fut Frederick de Houtman, le 19 juillet 1619, voyageant sur les navires Dordrecht et Amsterdam. Son carnet de bord indique qu'il a d'abord atteint la côte occidentale de l'Australie à une latitude de 32° 20′, ce qui équivaudrait à Rottnest ou juste au sud de là. Il n'a pas accosté en raison d'un ressac important, continuant sa route vers le nord.
Le 28 avril 1656, le Vergulde Draeck (Gilt Dragon), en route pour Batavia (aujourd'hui Jakarta) s'échoua à seulement 107 km au nord du fleuve Swan, près de Ledge Point. Sur les 193 personnes à bord, seuls 75 ont réussi à rejoindre la rive. Les survivants sont repartis pour Batavia sur un petit bateau pour demander de l'aide, mais les recherches n'ont pas permis de retrouver de survivants. L'épave a été retrouvée en 1963.
En 1658, trois navires, également partis à la recherche du Vergulde Draeck ont visité la région. Le Waekende Boey sous le commandement du capitaine S. Volckertszoon, le Elburg sous le commandement du capitaine J. Peereboom et le Emeloort sous le commandement du capitaine A. Joncke. Ils ont été à vue de Rottnest, mais n'ont pu s'approcher des terres en raison de nombreux récifs. Ils se sont ensuite rendus au nord et ont retrouvé l'épave du Vergulde Draeck (mais toujours pas de survivants). Ils ont donné un avis défavorable sur la région en partie dû aux dangereux récifs.
Le capitaine flamand Willem de Vlamingh a été l'Européen suivant dans la région. Commandant trois navires, le Geelvink, le Nyptangh et le Wezeltje, il est arrivé et a baptisé Rottnest le 29 décembre 1696. Le 10 janvier 1697, il a exploré et baptisé le fleuve Swan. Ses navires ne pouvant remonter le fleuve en raison des bancs de sable, il a envoyé un sloop avec lequel ils ont probablement navigué jusqu'à Heirisson Island (Matagarup). Vlamingh a considéré la zone comme trop peu hospitalière, inappropriée à l'agriculture pour y établir une colonie.
En 1801, les navires français le Géographe commandé par le capitaine Nicolas Baudin et le Naturaliste commandé par le capitaine Hamelin séjournent dans la région du sud. Alors que le Géographe continue vers le nord, le Naturaliste reste pendant quelques semaines. Une petite expédition explore le fleuve Swan. Ils ont également donné des descriptions défavorables en ce qui concerne une éventuelle installation en raison de nombreuses vasières en amont et de la barre de sable (le sable n'a été supprimé que dans les années 1890 quand C. Y. O'Connor a construit le port de Fremantle).
Plus tard, en mars 1803, le Géographe et un autre navire, le Casuarina, passent par Rottnest sur leur chemin de retour vers la France, mais ne s'arrêtent pas plus d'un jour ou deux,.
La visite suivante dans la région a été faite par l'explorateur maritime australien Phillip Parker King en 1822 sur le Bathurst. King était le fils de l'ancien gouverneur de Nouvelle-Galles du Sud Philip Gidley King ; il ne fut, lui non plus, pas impressionné par l'endroit.
Ainsi, parmi tous les premiers Européens observateurs de la région de Perth, aucun n'avait un avis favorable.

### La colonie de la Swan River
Bien que l'armée britannique ait installé une base militaire à King George Sound (la future Albany) sur la côte sud de l'Australie-Occidentale en 1826 en réponse à des rumeurs de possible annexion de la région par la France, Perth fut le premier point de peuplement à grande échelle par les Européens dans le tiers ouest du continent. La région devait prendre le nom officiel d'Australie-Occidentale en 1832, mais fut connue pendant des années sous le nom trivial de colonie de la Swan River du nom du principal cours d'eau de la région.

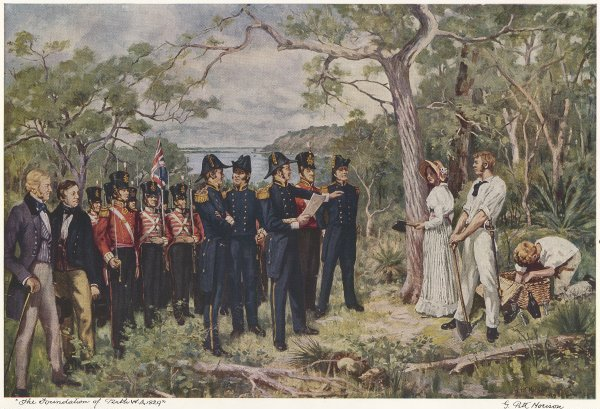
La fondation de Perth par George Pitt Morison.

Le 4 juin 1829, les premiers colons britanniques arrivèrent en vue de leur nouveau lieu de vie et le jour de la fondation de la première colonie d'Australie-Occidentale est fêté en faisant du premier lundi de juin un jour férié dans l'État. Le capitaine James Stirling, en voyant les lieux déclara qu'il n'avait jamais rien vu de plus beau. Le 12 août de la même année, Mme Helen Dance, la femme du capitaine du Sulphur, le second bateau de l'expédition, coupa un arbre pour marquer la fondation de la ville.
Stirling avait choisi le nom de Perth comme nom de la ville bien avant sa fondation, comme en fait foi la copie du discours qu'il prononça à Fremantle le 18 juin pour annoncer la création officielle de la colonie, et qui s'achevait par « signé de ma main et scellé à Perth le 18 juin 1829. James Stirling, vice gouverneur »,. La seule information dont on dispose sur l'origine du choix de ce nom vient de l'agenda de Fremantle qui, au 12 août, indique « a nommé la ville Perth selon les souhaits de Sir George Murray ». George Murray était né à Perth en Écosse et était Ministre britannique des Colonies en 1829 et membre de la Chambre des communes pour le comté de Perth. On a depuis affirmé que le nom de la ville avait été choisi en l'honneur de Murray,,.
En 1850, l'Australie-Occidentale a été ouverte aux déportations pénitentiaires, les bagnards étant envoyés à la demande des fermiers qui recherchaient des travailleurs bon marché et pour la construction de bâtiments publics. La reine Victoria a annoncé le statut de ville de Perth en 1856. En vingt ans, 10 000 convicts débarquent alors à Fremantle, le port de Perth, suivis par des femmes à bord des bride ships. Alors que la population de la ville n'était que de 3 000 habitants en 1849, elle en compte 35 000 en 1860, avec un taux de criminalité sept fois supérieur à sa voisine Adélaïde.
Les débuts de Perth sont difficiles : la terre est mauvaise, le bétail périt et les relations avec les Aborigènes sont conflictuelles, au point que Karl Marx cite la ville dans Le Capital (1867) comme un contre-exemple de colonisation réussie.
En 1881, de l'or est trouvé dans le désert, ce qui conduit 500 000 personnes à migrer vers Perth dans l'espoir de faire fortune (cf. l'article ruées vers l'or en Australie). Tous ne restent pas mais l'afflux de main d'œuvre contribue au développement de la ville.
Après un référendum en 1900, l'Australie-Occidentale rejoignit le Commonwealth d'Australie en 1901. Ce fut la dernière des colonies à accepter de rejoindre la fédération et elle ne le fit qu'après avoir obtenu un certain nombre de concessions des autres colonies notamment la construction d'une voie ferrée transcontinentale permettant de relier Perth via Kalgoorlie aux États de l'est du pays.
Lors de la Première Guerre mondiale, l'Australie-Occidentale vote la conscription. Un quart des soldats alliés de la bataille des Dardanelles (1915-1916) étaient originaires de Perth, soit 30 000 hommes dont la moitié ne revint pas.
En 1933, l'Australie-Occidentale vota sa sécession à une majorité des deux-tiers. Cependant un vote, ayant eu lieu peu avant le référendum, avait provoqué la chute du gouvernement indépendantiste et son remplacement par un gouvernement qui n'y était pas favorable. Respectant cependant le référendum, le nouveau gouvernement transmit les résultats du vote au roi d'Australie qui ignora la demande.
Les années 1950-1960 sont marquées par un urbanisme galopant, voyant la ville s'étendre mais simultanément son centre-ville se vider, passées les heures de bureau. Pour l'écrivain David Whish-Wilson (en), qui a consacré un livre à sa ville natale, Perth avait alors « beaucoup de ressources, mais peu de richesses ». En 1962, elle connaît un moment de célébrité internationale lorsque l'astronaute John Glenn effectue le tour de la Terre en vol orbital : dans cette région majoritairement inhabitée, Perth fait allumer toutes ses lumières pour signifier une présence humaine dans la nuit à l'astronaute. Surnommée « l'autre Ville lumière », Perth est évoquée à la télévision américaine et dans The New York Times et son maire est invité à Manhattan, afin de participer à la ticker-tape parade en l'honneur de John Glenn.
Dans les années 1990, un nouveau boom minier contribue à son développement, ainsi qu'une prise en compte du problème de reconquête de son centre-ville, tendance qui se manifeste dans de nombreuses villes. Les années 2010 se couplent par ailleurs d'un renouveau urbain.
Perth a pu se développer en devenant un point-clef pour le commerce des importantes ressources naturelles des régions environnantes avec les mines d'or, de minerai de fer, de nickel, d'aluminium, de manganèse, de métaux lourds, de diamants, de charbon, de pétrole et de gaz naturel. La plupart des sociétés ont leur direction et leurs services techniques installés à Perth. Conséquence de cette situation, Perth est devenue une ville cosmopolite avec plus de 27 % de ses habitants nés à l'étranger (495 240 personnes) et un peu plus de 414 000 dont les parents sont nés à l'étranger. 11 % de la population parle une langue autre que l'anglais à la maison.

## Économie
Perth est une ville active et moderne. En outre, c'est la capitale d'État australienne qui se développe le plus après Sydney.
L'exploitation de ses ressources minières (or, nickel et diamants) fait appel à des avancées techniques. Elles assurent la richesse de l'État. De plus, l'Australie-Occidentale possède de grosses réserves en eau, denrée rare. Ces ressources permettent à Perth de créer un lien de dépendance avec les autres capitales d'État.
Perth a aussi la chance d'être dans le même fuseau horaire que certaines grandes puissances asiatiques. Cette proximité géographique et temporelle assure un développement économique dynamique et certain.

Vue panoramique de la ville.

## Administration

Le centre ville (city of Perth), la proche périphérie (en brun) et la « banlieue ».

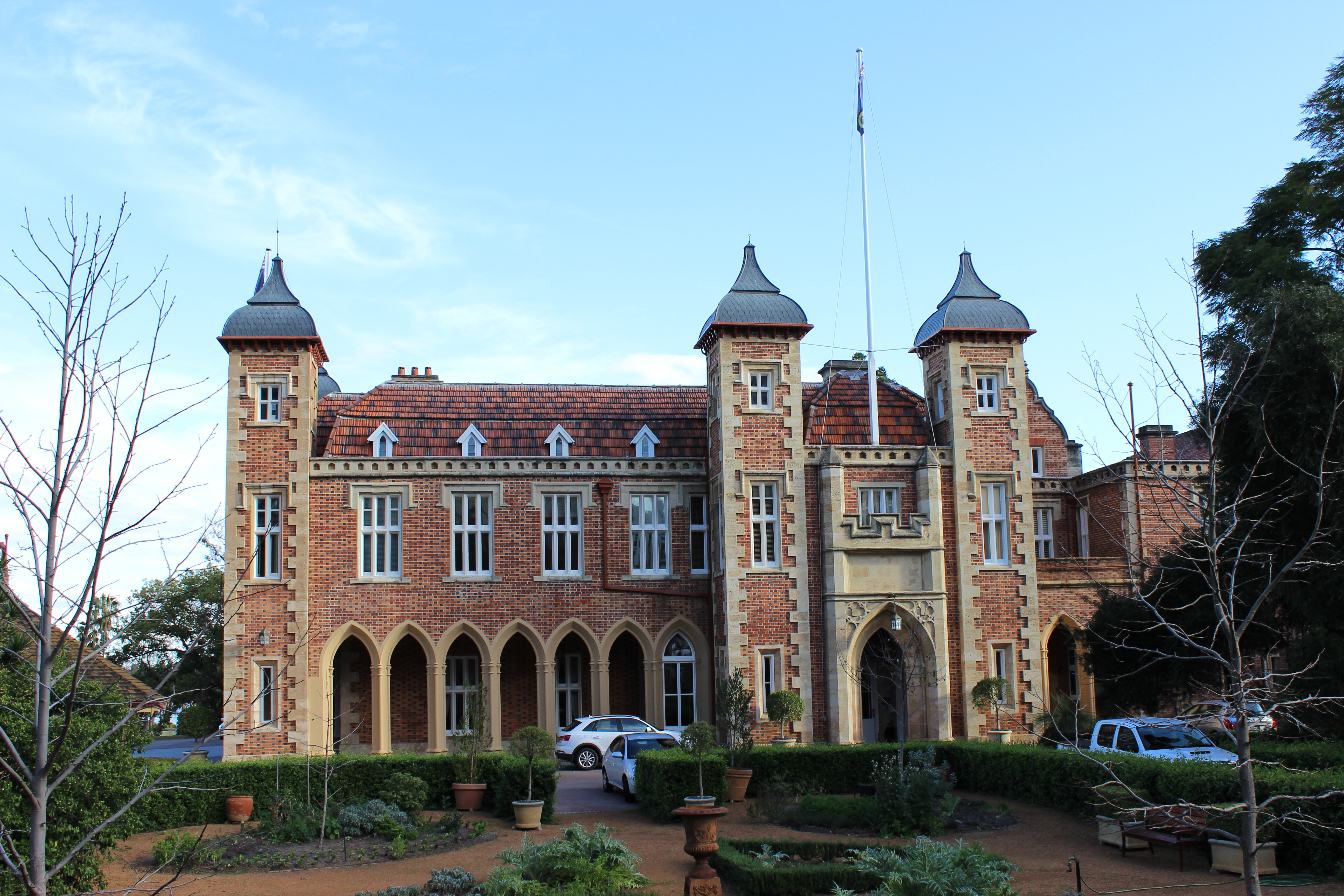
Le siège du gouvernement (Government House) est situé entre la mairie et le Perth Concert Hall.

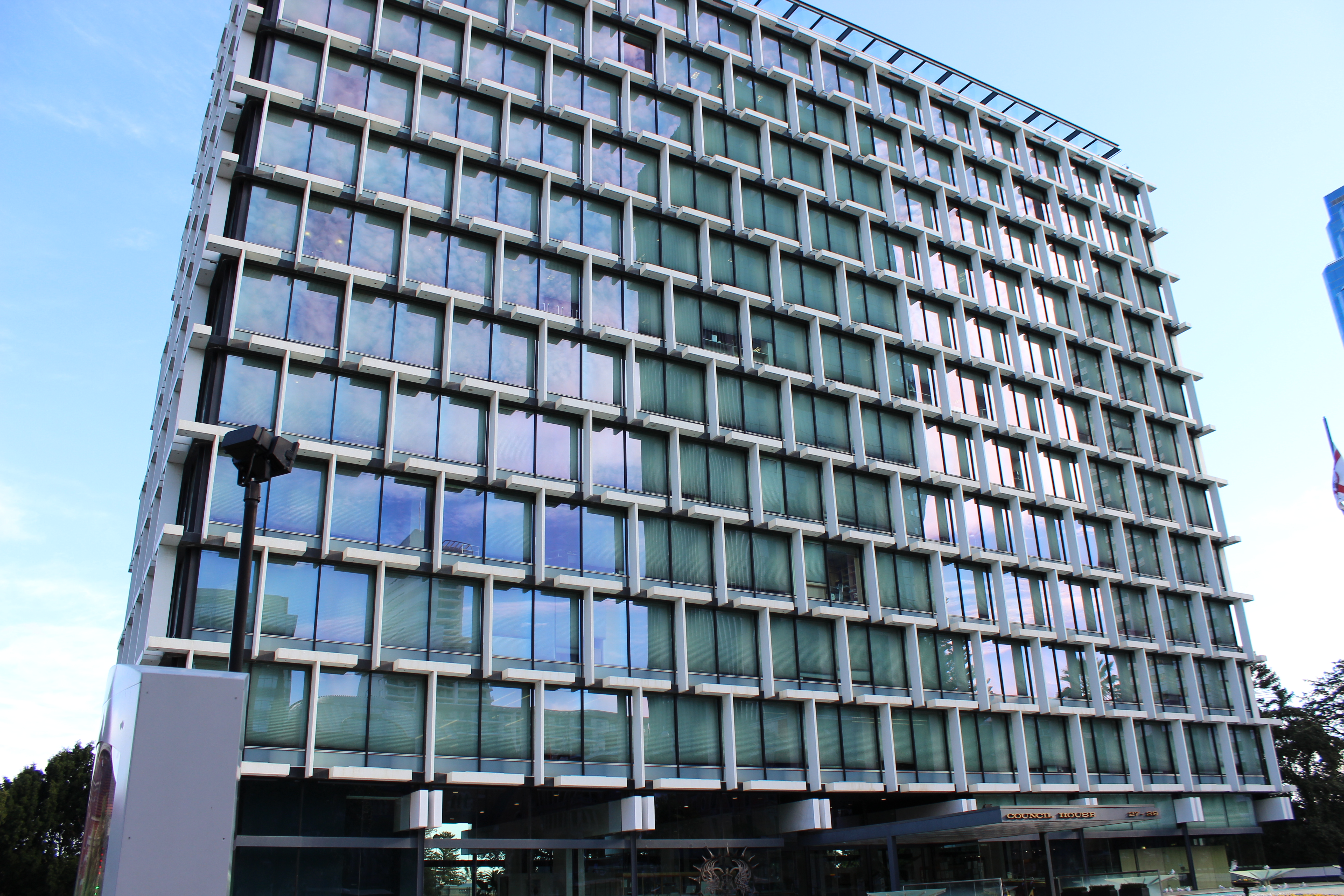
La Mairie de Perth, un des seuls bâtiments des années 1960 conservé.

Perth accueille le Parlement d'Australie-Occidentale ainsi que le gouverneur de l'État.
Suivant la loi voulant que chaque vote ait la même valeur, les circonscriptions électorales de Perth comme du reste du pays comptent sensiblement le même nombre d'électeurs ce qui signifie que Perth élit 42 des 59 députés de l'État. Au niveau fédéral, Perth envoie 11 députés à Canberra.
Au niveau local, Perth est divisé en trente zones d'administration locale. La ville de Perth proprement dite ne correspond qu'au centre des affaires de la ville et ne couvre qu'une toute petite partie de l'agglomération.
La Haute Cour d'Australie a des sessions régulières à Perth avec un détachement permanent. La cour suprême d'Australie-Occidentale est, elle, complètement basée à Perth avec ses trois chambres : District, Family et Magistrates.
Perth dispose d'un schéma directeur de développement de la ville : le Metropolitan Region Scheme (MRS) qui couvre toute la métropole. Ce plan a été mis en service en 1963 et fournit les bases légales de développement de la ville.
Le Council House est le bâtiment abritant l'administration communale. Il a été construit entre 1961 et 1963 et son design constitue un symbole particulier de modernité dans la ville ayant accueilli les jeux du Commonwealth en 1962. Premier bâtiment de la ville à utiliser des fenêtres larges en aluminium pour réduire l'impact des rayons du soleil, il doit son style aux rideaux intérieurs qui lui donnent cet aspect de vitrage laqué blanc.
Le site fut totalement réhabilité entre 1997 et 1999 pour un coût de 25,3 million de dollars australiens. La nuit, le bâtiment est par ailleurs éclairé par des LED.
Il est inscrit sur le registre des bâtiments classés depuis 2006.

## Démographie

### Évolution
Perth est la quatrième ville d'Australie par sa population, après avoir rattrapé Adélaïde au début des années 1980. La ville compte 1 507 900 habitants lors du recensement de 2006.
| 1961    | 1971    | 1981    | 1991      | 2001      | 2006      | 2007      | 2008               | 2018      |
| ------- | ------- | ------- | --------- | --------- | --------- | --------- | ------------------ | --------- |
| 420 133 | 641 800 | 809 036 | 1 142 646 | 1 325 392 | 1 445 076 | 1 554 769 | 1 650 000 (estim.) | 2 059 484 |

### Groupes ethniques et nationalités
| Groupe        | Nombre    |
| Australiens   | 1 258 506 |
| Anglais       | 169 938   |
| Néo-Zélandais | 59 459    |
| Indiens       | 58 229    |
| Sud-Africains | 38 792    |
| Malaisiens    | 31 268    |
| Philippines   | 30 806    |
| Chinois       | 27 237    |
| Ecossais      | 23 280    |
| Vietnamiens   | 17 174    |
| Italiens      | 16 536    |
| Irlandais     | 16 412    |
| Singapouriens | 15 387    |
| Indonésiens   | 13 031    |
| Zimbabwéens   | 10 743    |

Perth a une population essentiellement d'origine européenne. La ville fut fondée par les colons britanniques et irlandais, et le Royaume-Uni est resté quasiment la seule source d'immigrants jusqu'au milieu du XXe siècle. En 1971 près de 31 % de la population totale de Perth était née sur le sol britannique.
Vers le milieu du XXe siècle, un grand nombre d'Italiens et de Grecs se sont installés. Le port de Fremantle était la première escale en Australie pour de nombreux navires de migrants en provenance de l'Europe durant les années 1950 et les années 1960. Perth a alors accueilli des Néerlandais, des Allemands, des Croates, des Serbes, des Polonais, des Tchèques, des Russes, des Macédoniens et beaucoup d'autres nationalités. Les noms de beaucoup de ces migrants sont inscrits sur le tableau d'honneur à l'extérieur du Musée Maritime.
Plus récemment, une immigration à grande échelle par avion en provenance du Royaume-Uni a continué, donnant à Perth la plus forte proportion d'habitants d'origine britannique de toutes les villes australiennes. Selon le recensement de 2001, 23,5 % des résidents de la subdivision statistique Joondalup dans le nord de la ville sont nés en Grande-Bretagne. Joondalup est suivie de près par Rockingham dans le sud du pays avec 19,8 %. La proportion des Britanniques nés dans la zone métropolitaine de Perth dans son ensemble en 2001 a été de 12,4 %, soit 164 488 personnes. Ce chiffre est nettement supérieur à la proportion nationale de 5,5 %. Au moment du recensement de 2006, le nombre d'habitants d'origine britannique dans la zone métropolitaine de Perth était passé à 171 021 — bien que leur proportion dans la ville ait légèrement baissé à 11,8 %.
Le deuxième groupe d'immigrés par sa taille — 32 544 ou 2,5 % en 2001 — sont les Néo-Zélandais. Contrairement à d'autres ressortissants étrangers, ils sont éligibles à des « catégories spéciales » de visas, qui leur permettent de venir vivre et travailler en Australie avec moins de restrictions. Pour cette raison, la communauté néo-zélandaise augmente plus vite que les autres groupes de population.
En 2006, 34 661 habitants de Perth était nés en Nouvelle-Zélande, soit 2,4 % de la population de la ville.
Le troisième grand groupe sont les Malaisiens — selon les données du recensement de 2006, il y avait 18 991 habitants nés en Malaisie dans la ville (1,3 %), cela comprend les Malaisiens tamouls et chinois, ainsi que les Malais.
Une autre vague d'arrivées plus récente concerne les minorités européennes d'Afrique du Sud. Les natifs d'Afrique du Sud ont dépassé ceux d'Italie pour devenir le quatrième groupe de population après 2001. En 2006, il y avait 18 829 natifs d'Afrique du Sud à Perth, ce qui représente 1,3 % des habitants. De nombreux Afrikaners et anglo-africains d'Afrique du Sud et du Zimbabwe ont émigré à Perth durant les années 1980 et 1990, à tel point que la ville a été surnommée « la capitale australienne des Sud-Africains en exil ».
Au cours des trois dernières décennies, l'Asie du Sud-Est est devenue une source de plus en plus importante de migrants, avec des communautés venant de Malaisie, d'Indonésie, de Singapour, de Hong Kong, de Chine et d'Inde désormais bien établies. Il y avait 53 390 personnes d'origine chinoise à Perth en 2006, venus de la diaspora chinoise, soit 2,9 % de la population de la ville.
La communauté indienne comprend un nombre important de Pârsîs venant de Bombay — Perth est la ville australienne la plus proche de l'Inde — au moment du recensement de 2006 la ville comptait 14 094 Indiens soit près de 1 % de la population.
Les communautés francophones, venant de Belgique, du Canada, de France, de Suisse ou d'Afrique sont beaucoup moins représentées.

## Médias

### Télévisions
Perth dispose de cinq chaines de télévision hertzienne gratuites : (ABC, Seven Network, Nine Network, Network Ten et SBS), d'une chaine communautaire (Channel 31) et d'une chaine de télévision payante : Foxtel Network. Perth a ses propres informations sur les trois premières chaines.

### Émissions de télévision produites à Perth
- A Current Affair, Perth Version (2008-, STW)
- Today Tonight, Perth Version (1995-, TVW)
- The Force (2007-, TVW)
- Can We Help (ABC)
- Stateline, WA edition, (ABC)

### Journaux
Les principaux journaux de Perth sont The West Australian et The Sunday Times. Il y a aussi de nombreux journaux publicitaires comme The Quokka.

### Radios
Perth dispose de nombreuses stations de radios qui émettent en AM et en FM.
| Les stations d'ABC sont : - News Radio (585AM) - Local Radio 6WF (720AM) - Radio national (810AM) - Classic FM (97.7FM) - Triple J (99.3FM) | Les principales stations commerciales sont : - 92.9 - Nova 93.7 - Mix 94.5 - 96fm |

Les Ramones ont fait un concert à Perth, retransmis radiophoniquement, en 1988.

## Culture

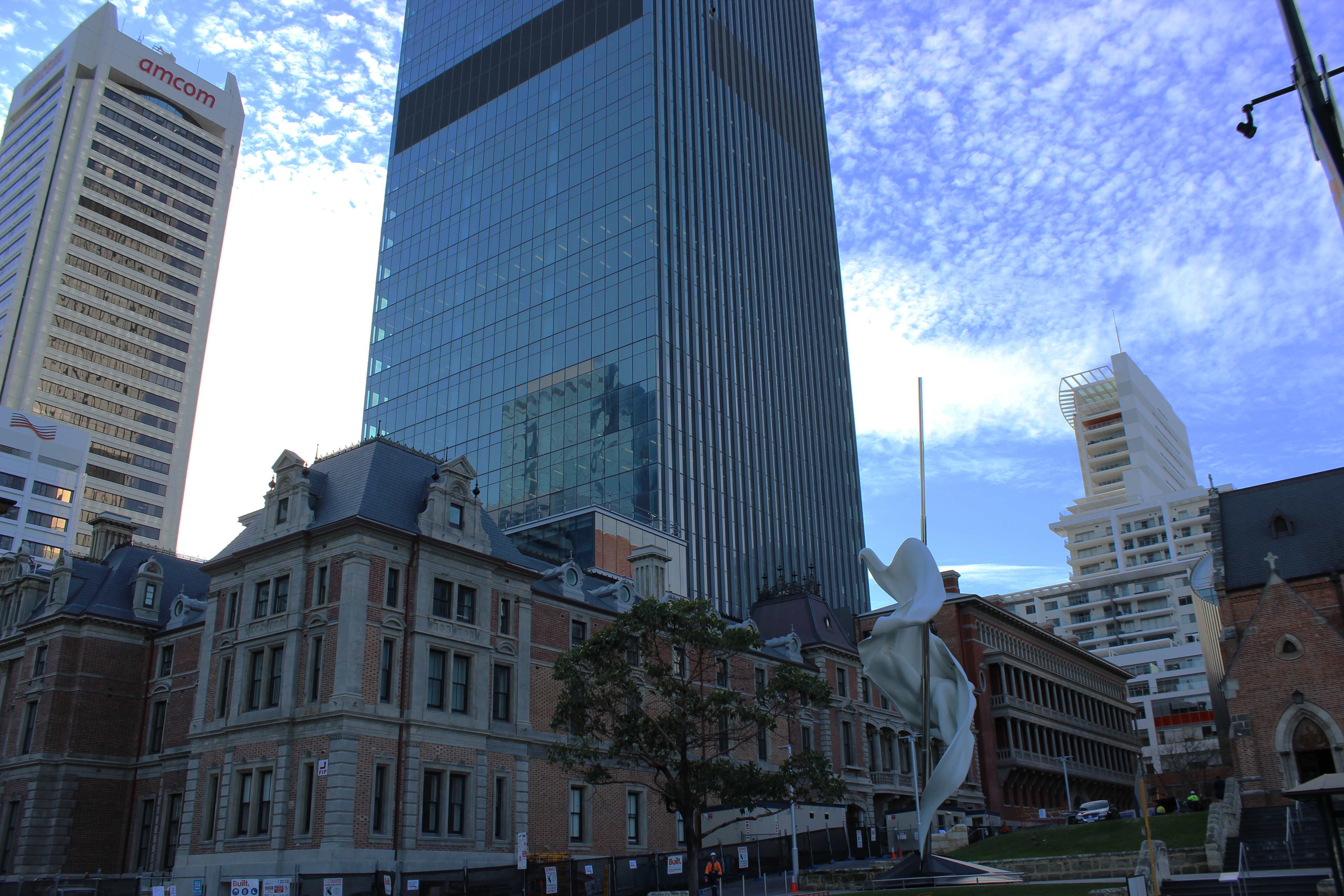
La tour 'amcom' (gauche) dans un CBD à l'architecture diversifiée.

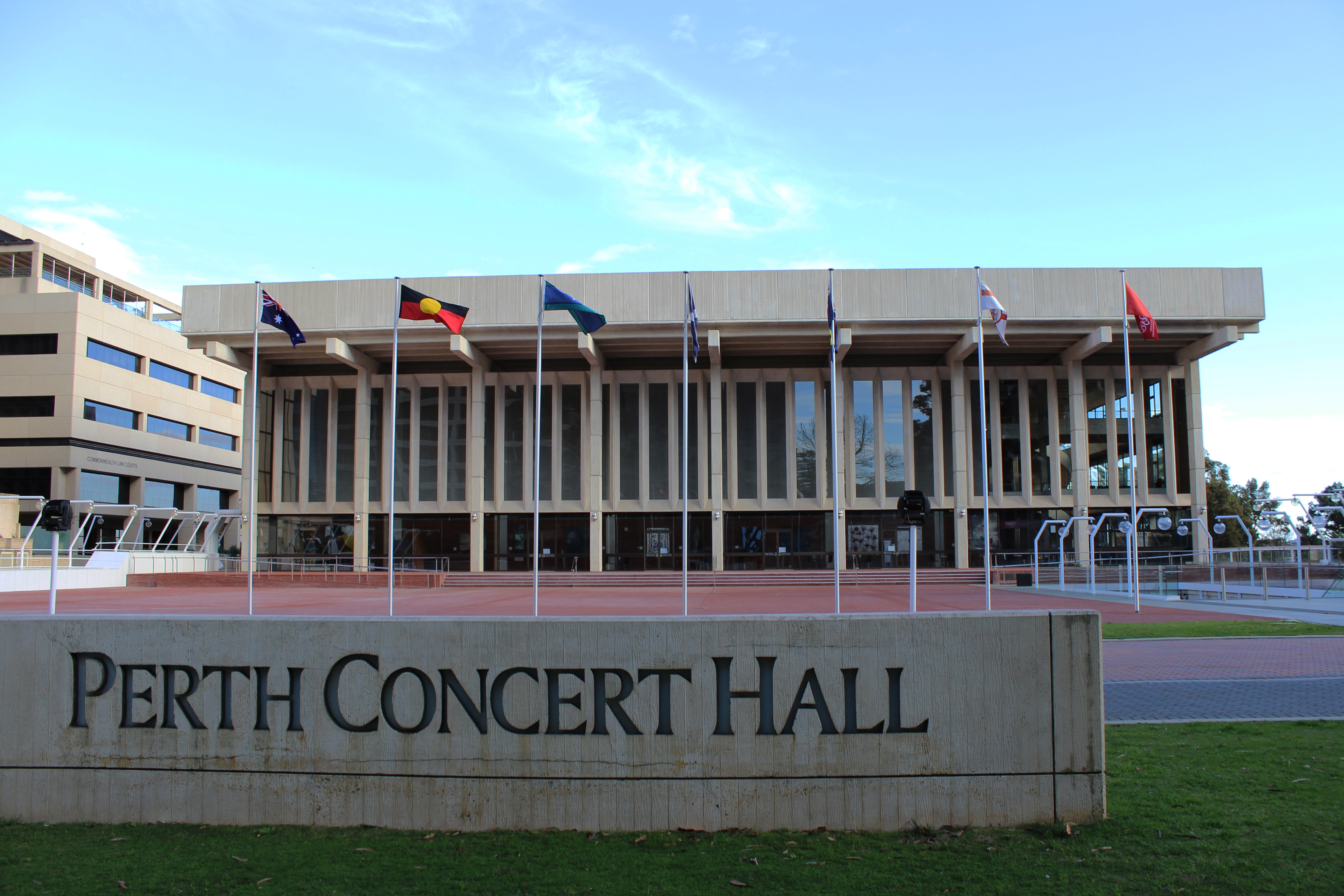
Perth Concert Hall

La ville de Perth abrite une salle de concert dans son CBD (Le Perth Concert Hall, ci-contre), située non loin du palais du gouvernement de l'État ainsi que de la mairie.
Perth Cultural Centre est le nom collectif pour les bâtiments de l'Art Gallery of Western Australia, du Western Australian Museum, de la Alexander Library, du State Records Office et du Perth Institute of Contemporary Arts (PICA).
La ville de Perth abrite un zoo qui est membre de la Waza.

## Éducation
Perth comporte quatre universités publiques : l'université d'Australie-Occidentale, l'université Murdoch, l'université Curtin et l'université Edith-Cowan, ainsi qu'une université privée, l'université de Notre-Dame d'Australie, qui se trouve à Fremantle.

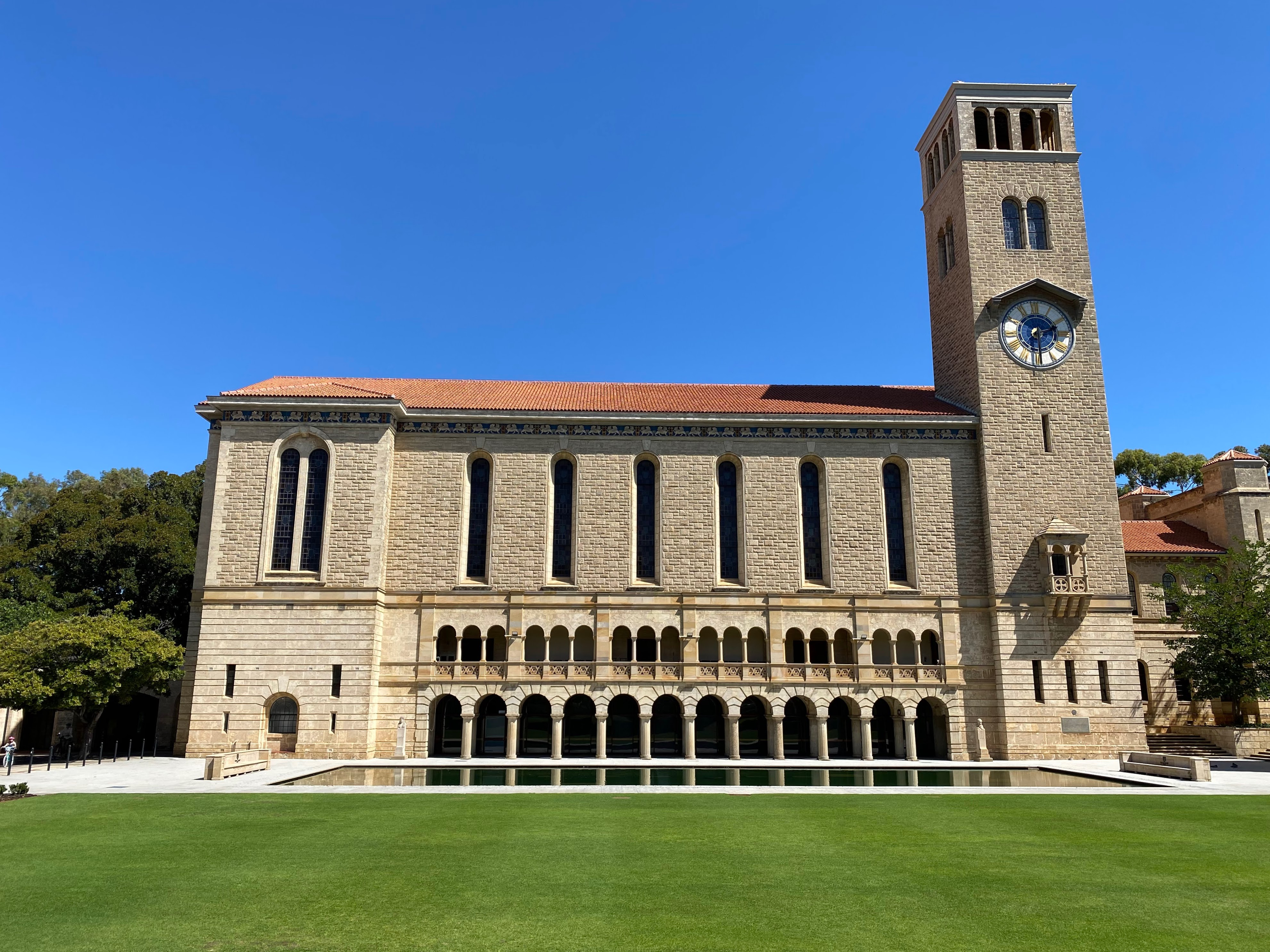
L'université d'Australie-Occidentale à Crawley

L'université d'Australie-Occidentale, fondée en 1911, est considérée comme l'un des meilleurs[réf. souhaitée] centres de recherche d'Australie. Le bâtiment de style néoclassique, en pierre calcaire blanche pour sa plus grande part, est un site touristique de la ville.
L'université Curtin est la plus importante université d'Australie-Occidentale par son nombre d'étudiants. Depuis sa création en 1966, et jusqu'en 1986, elle a été appelée l'Institut de technologie d'Australie-Occidentale (Western Australian Institute of Technology - WAIT). Elle a fusionné avec l'école des mines et l'institut Muresk.
L'université Murdoch a été créée dans les années 1970. Elle a le plus vaste campus de toute l'Australie (2,27 km2), car elle accueille la seule école vétérinaire de toute l'Australie-Occidentale et doit abriter de nombreux animaux.
L'université Edith-Cowan a été créée au début des années 1990 à partir du Western Australian College of Advanced Education (WACAE). Elle comprend l'académie des arts scéniques d'Australie-Occidentale (Western Australian Academy of Performing Arts - WAAPA).
L'université de Notre-Dame d'Australie a été créée en 1990. Affiliée à l'université Notre-Dame aux États-Unis, c'est une université catholique qui a son siège à Fremantle et un vaste campus annexe à Sydney. C'est la seule université de l'État à avoir un campus dans une autre grande ville d'Australie. Le campus est situé à l'extrémité ouest de la ville dans des vieux bâtiments datant de 1890, ce qui lui donne une allure de vieille université européenne. La ville abrite également la CAE Oxford Aviation Academy Perth, école de pilotage de la compagnie aérienne China Southern Airlines.

## Transports
Perth est desservie par l'aéroport de Perth dans l'est de la ville pour les vols régionaux, nationaux, internationaux et charters et l'aéroport de Jandakot au sud de la ville pour l'aviation générale et les vols charters.

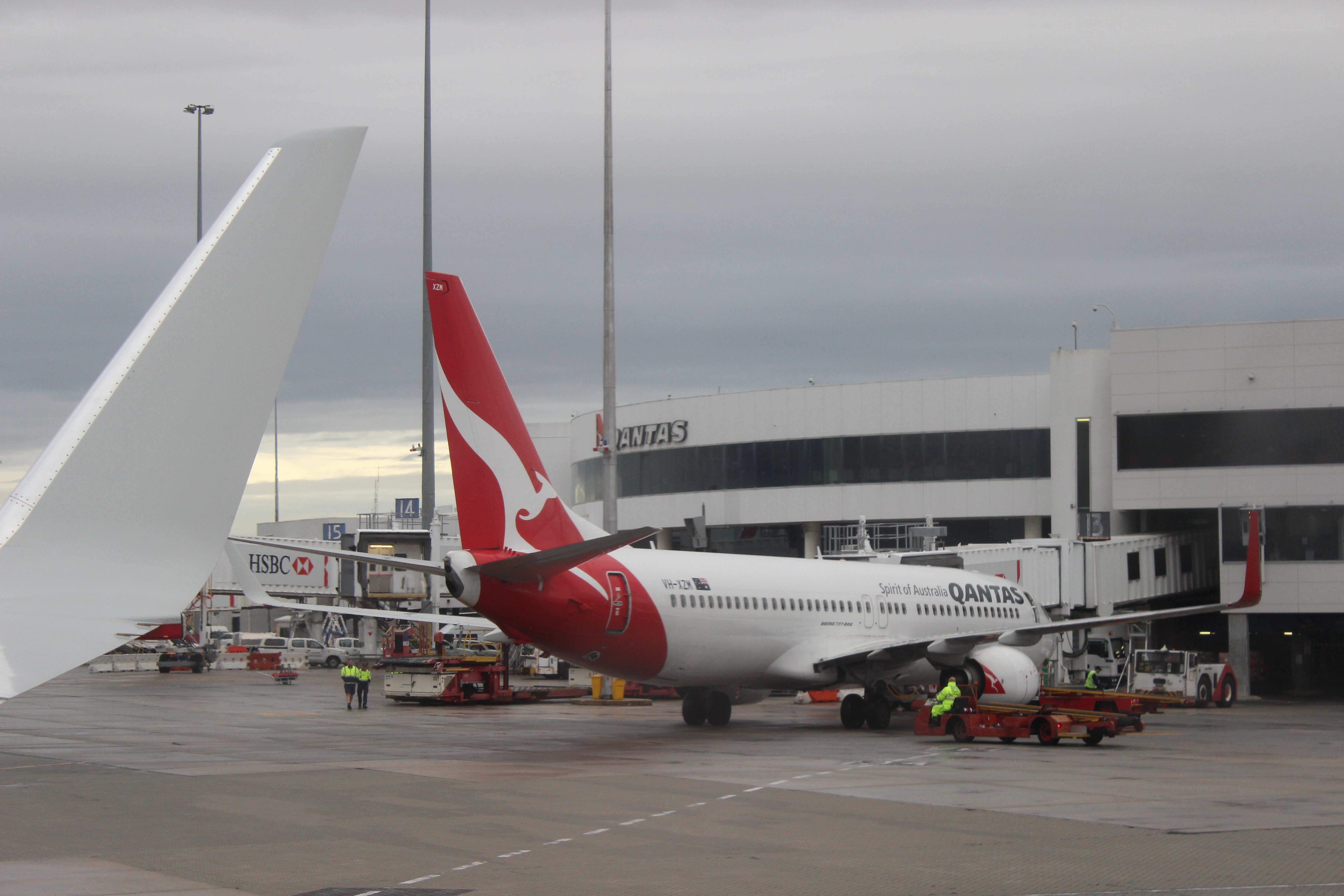
Un Boeing 737-800 de Qantas stationné au terminal national Qantas de l'aéroport de Perth.
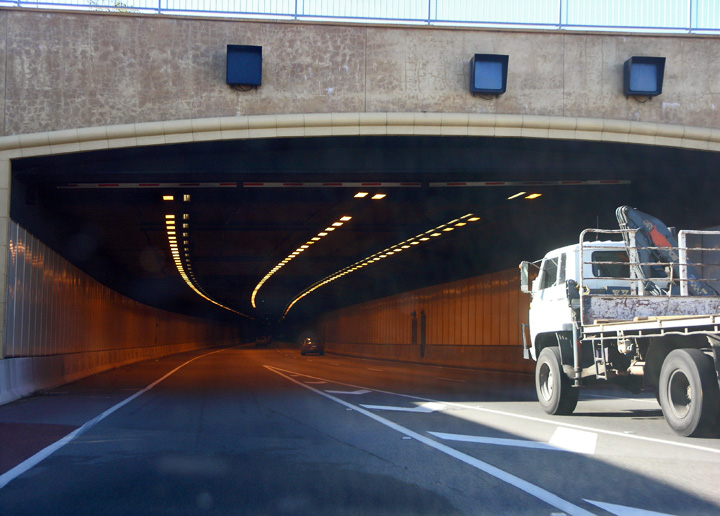
Le tunnel Northbridge.
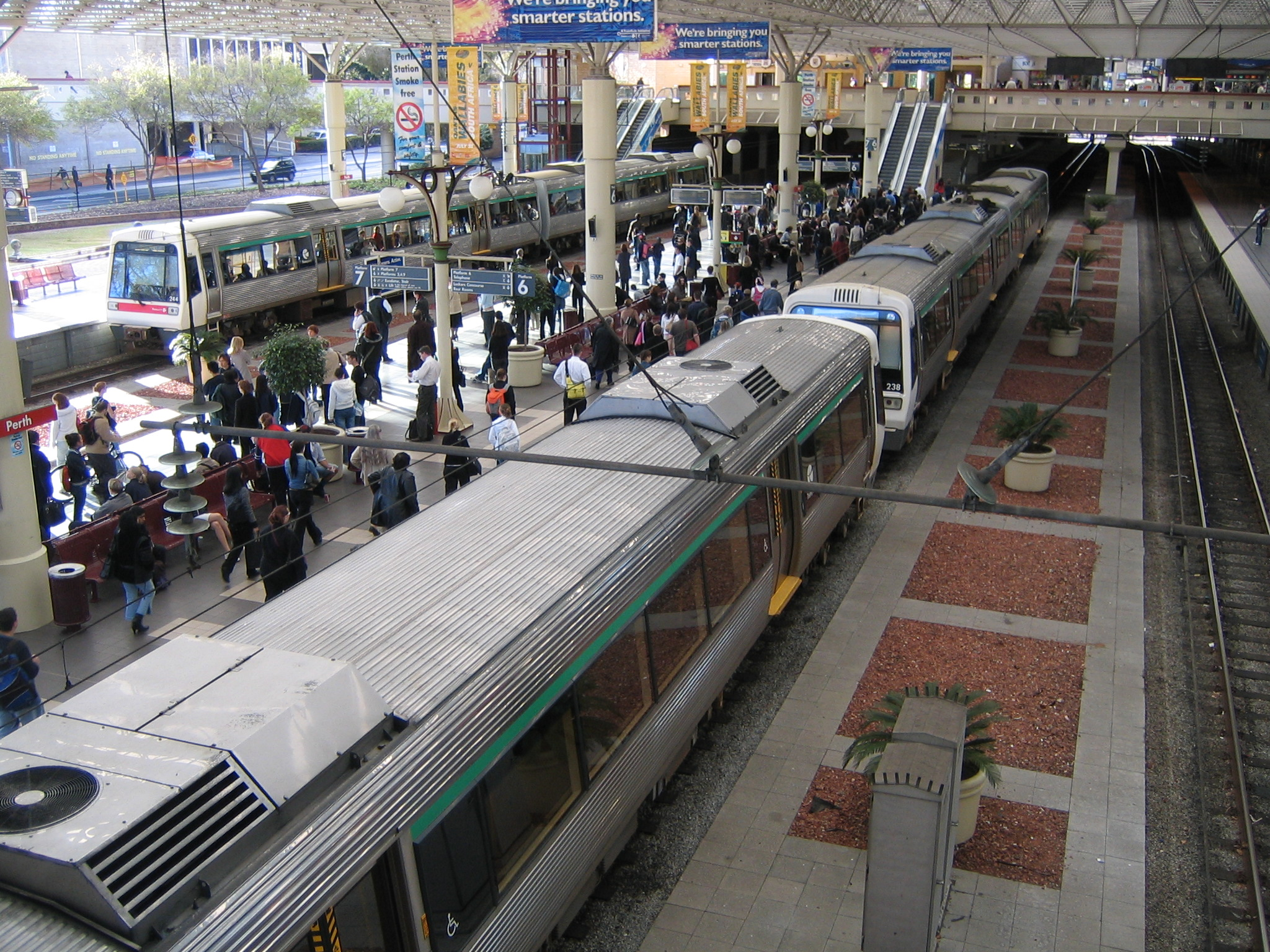
La gare centrale de Perth.
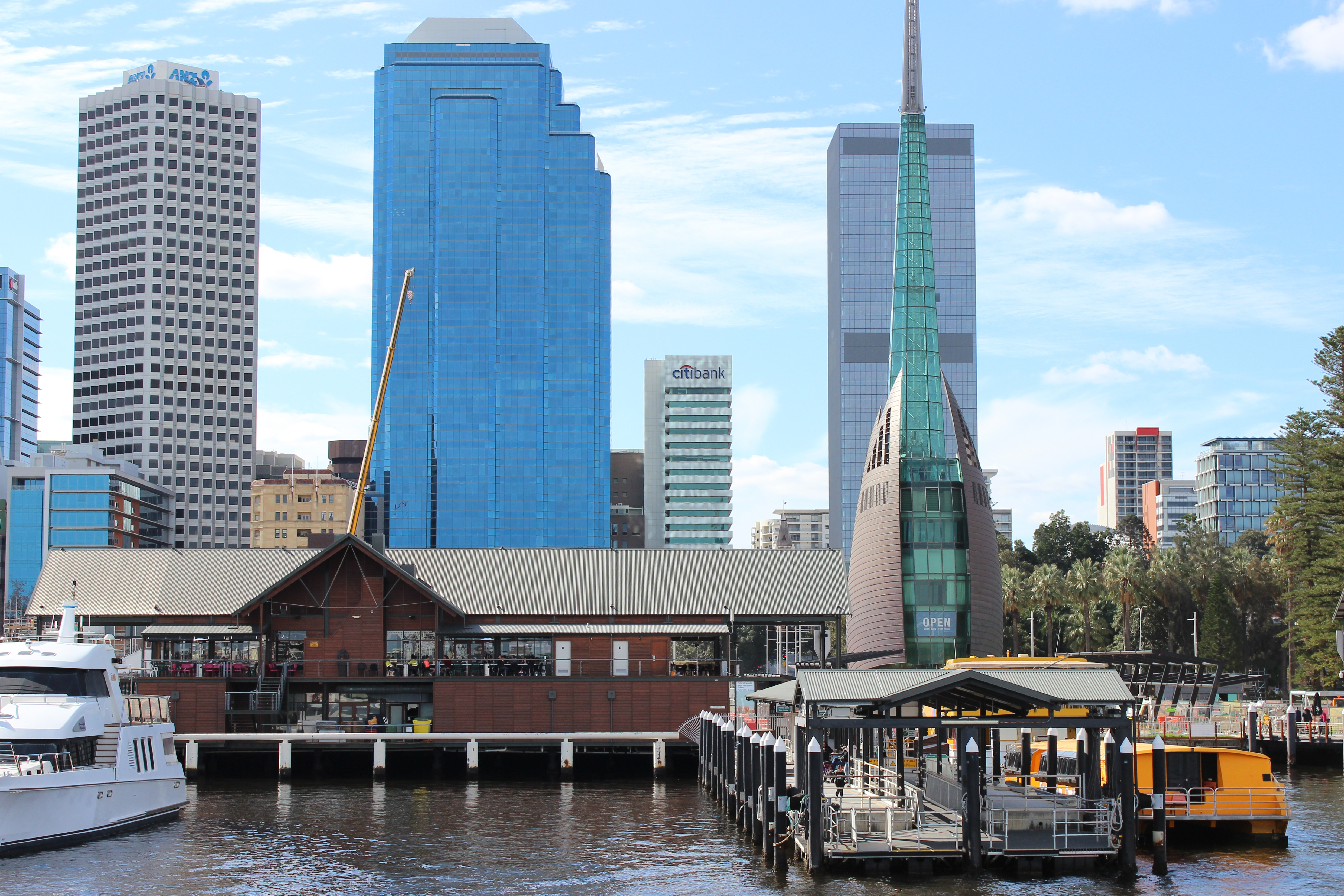
Le quai « Barrack », la tour Bell et le CBD en arrière-plan. La zone est en travaux.
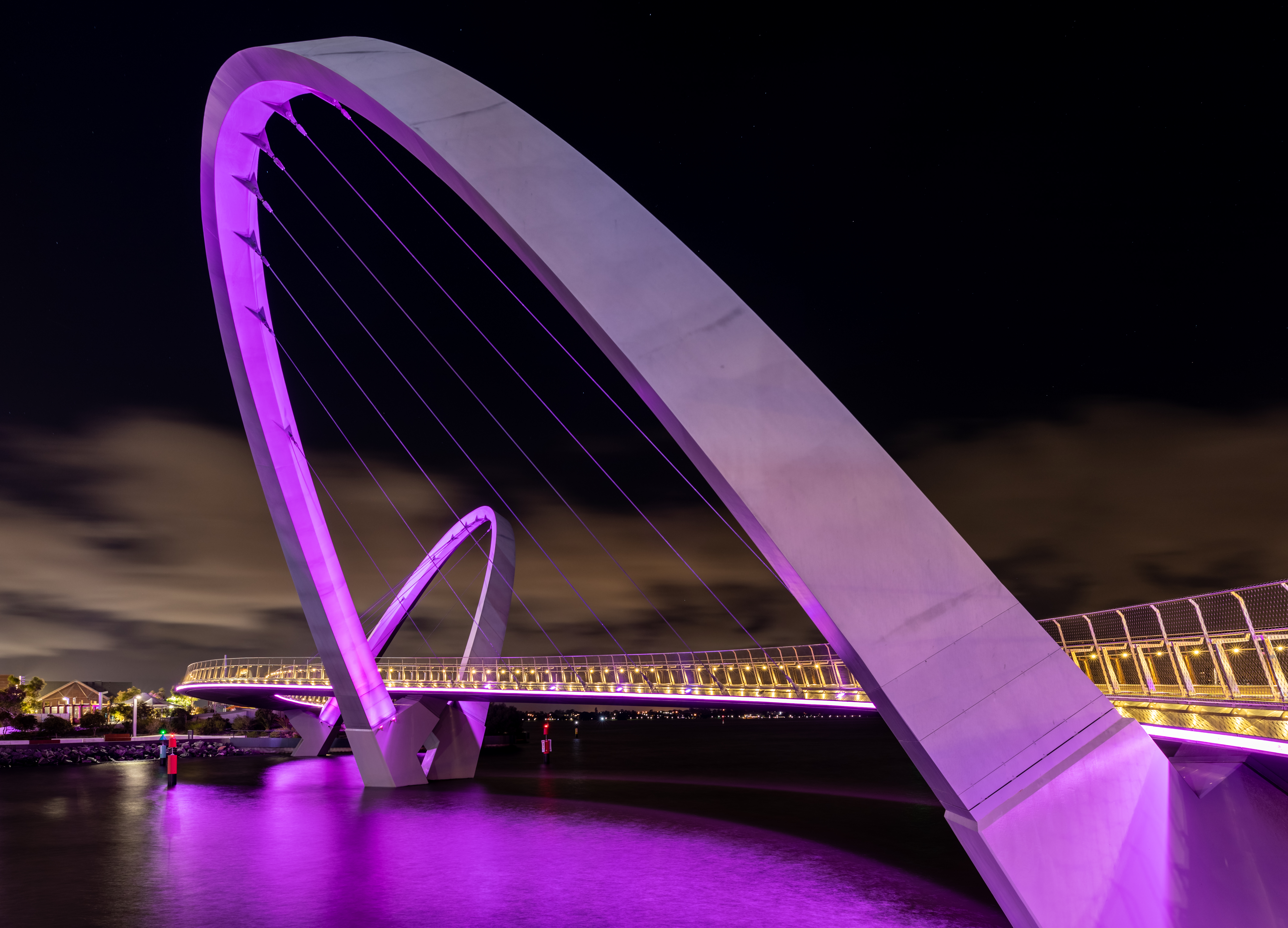
Le pont « Elizabeth Quay » (du quai Élizabeth) à Perth. Octobre 2019.
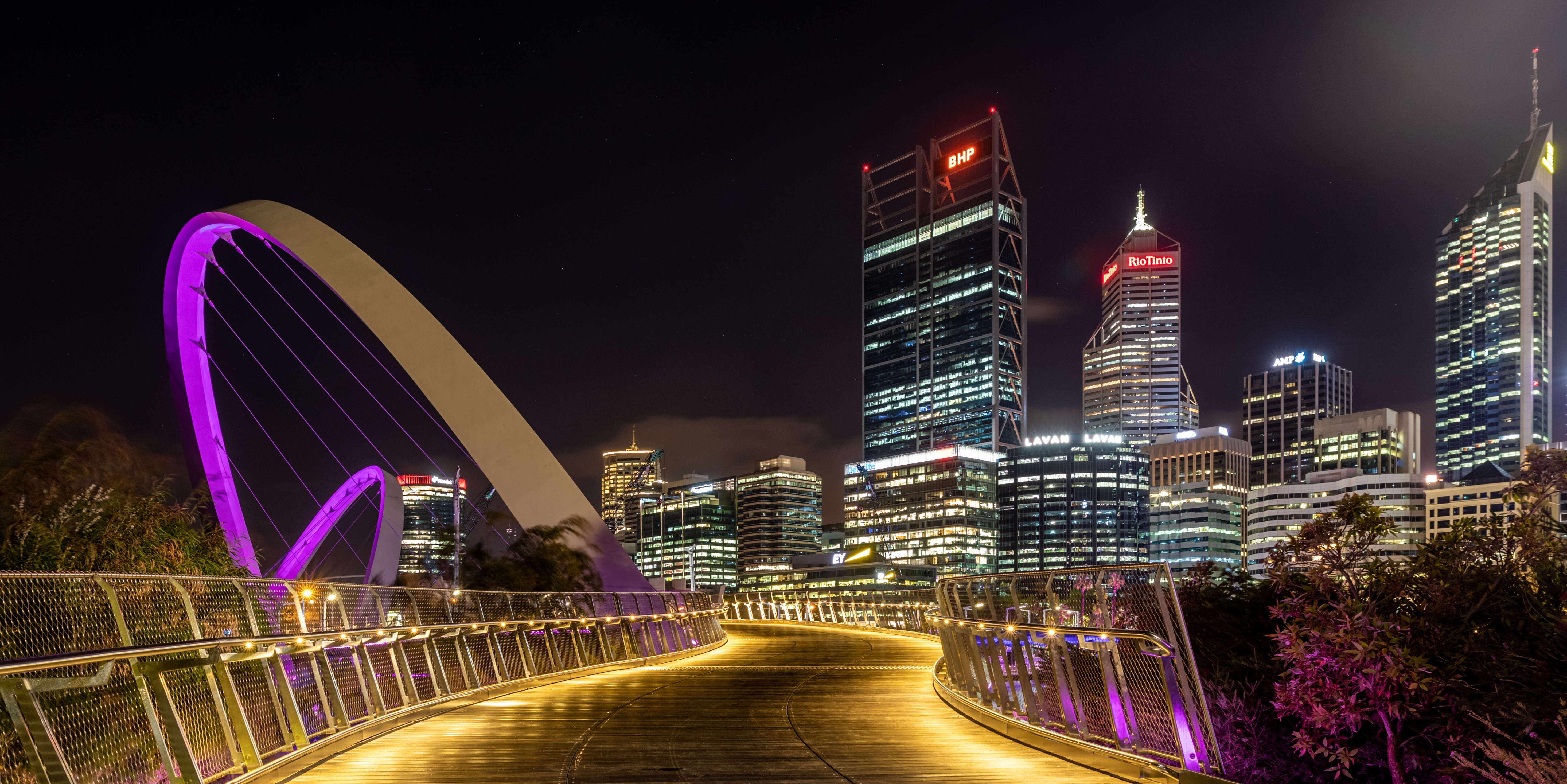
Le pont « Elizabeth Quay » (du quai Élizabeth) à Perth. Octobre 2019.

- Il constitue une plateforme importante pour les compagnies travaillant pour l'industrie minière : Network (en) (filiale de Qantas), Alliance Airlines, Cobham Aviation, Bizjet OZ ou encore des compagnies de fret telle Toll.
- De nombreuses lignes régulières internationales existent en plus de celles de Qantas (direct vers Londres ; direct vers Singapour), Jetstar, Virgin Australia (vers Abou Dabi) et Tiger Air : Air New Zealand, Malaysia Airlines, China Southern Airlines, Singapore Airlines, Korean Air, Philippine Airlines, Cathay Pacific, Qatar Airways, Emirates, Etihad Airways et peut-être dans un futur proche Japan Airlines et All Nippon Airways[35] assurent une ouverture de la ville à toute l'Asie du Sud, du Sud Est, ainsi qu'à l'Océanie et au Moyen-Orient.

Perth dispose de trois autoroutes et neuf grandes routes ; il n'y a aucune route à péage.
Le tunnel Northbridge, sur l'autoroute Graham Farmer est le seul tunnel important de Perth. Les transports en commun de la ville (trains, bus et ferries) sont assurés dans l'agglomération par la société Transperth alors que les liaisons avec le reste du pays sont assurées par Transwa. Il y a 59 gares ferroviaires et 15 gares routières dans l'agglomération. Le rail a retrouvé une deuxième jeunesse avec la nouvelle ligne de chemin de fer inaugurée le 23 décembre 2007 qui relie Perth et Mandurah et qui a doublé la longueur du réseau ferré de la ville.
Notons toutefois que le réseau ferré est peu utilisé par la population, la ville de Perth étant très étendue d'un point de vue géographique, les stations sont éloignées les unes des autres, ce qui aboutit à un usage quasi exclusif de la voiture et engendre de nombreux embouteillages, notamment dans le Nord, jusqu'à Joondalup, mais aussi au Sud, rendant le trajet du CBD jusqu'à l'aéroport assez long aux heures de pointe.
En plus de ces différents modes de transport, Perth dispose de 6 jetées à Barrack Jetty (en), au sein de son CBD, qui permettent de relier Mends Street, Fremantle et Rottnest Island avec Captain Cook Cruises qui opère pour Transperth Ferry.

## Sports
Les sports les plus pratiqués sont le football australien et le cricket.
Le climat de Perth permet d'exercer de nombreux sports de plein air, et cela se reflète dans la grande variété de sports que les habitants de la ville peuvent pratiquer. Perth a été l'hôte des Jeux de l'Empire britannique et du Commonwealth 1962 et de la Coupe de l'America 1987 (basée à Fremantle). Le football australien est le spectacle sportif le plus populaire à Perth — quelque 1 030 000 personnes ont assisté à des matches de la WAFL ou de la AFL en 2005.
Les principales équipes de sport de Perth sont les West Coast Eagles et les Fremantle Dockers (football australien), les Perth Wildcats (basket-ball), les Western Warriors (cricket), les Perth Glory (football), les Western Force (rugby à XV) et les West Coast Fever, une équipe de netball.

## Personnalités liées à Perth
- Christopher Nicholas Bertke, plus connu sous le nom de « Pogo » est un compositeur de musique électronique résidant à Perth
- John Butler, auteur-compositeur-interprète
- Judy Davis, actrice
- Herb Elliott, athlète spécialiste du demi-fond, champion olympique
- Steve Erceg, pratiquant de MMA
- Megan Gale, actrice et mannequin
- Richard Garcia, footballeur
- Melissa George, actrice
- Jessica Gomes, mannequin
- Dorothy Hewett (1923-2002), poétesse, romancière et dramaturge, née à Perth
- Jai Hindley, coureur cycliste, vainqueur du Tour d'Italie 2022
- Hélène Joy, actrice
- Adelaide Kane, actrice
- Josephine Langford, actrice
- Katherine Langford, actrice
- Heath Ledger, acteur
- Hank Marvin, guitariste, né à Newcastle (Royaume-Uni), mais vit à Perth depuis 1986
- Dacre Montgomery, acteur
- Katrina Patchett, danseuse et chorégraphe
- Daniel Ricciardo, pilote de formule 1
- Nevil Schoenmakers (1956-2019), connu pour avoir fondé la première banque de graines de cannabis
- Troye Sivan, auteur-compositeur-interprète, acteur, youtubeur et mannequin, né à Johannesbourg (Afrique du Sud), mais vit à Perth depuis 1997
- Rob Swire, chanteur et musicien
- Steve Tallis, guitariste
- Tame Impala, groupe de rock psychédélique
- Gemma Ward, mannequin et actrice
- Sam Worthington, acteur, né à Godalming (Royaume-Uni), mais a vécu toute son enfance à Warnbro, dans la banlieue de Perth

## Religions
La ville est le siège d'un archidiocèse de l'église catholique : l'archidiocèse de Perth.
On y trouve le temple mormon de Perth.

## Jumelages

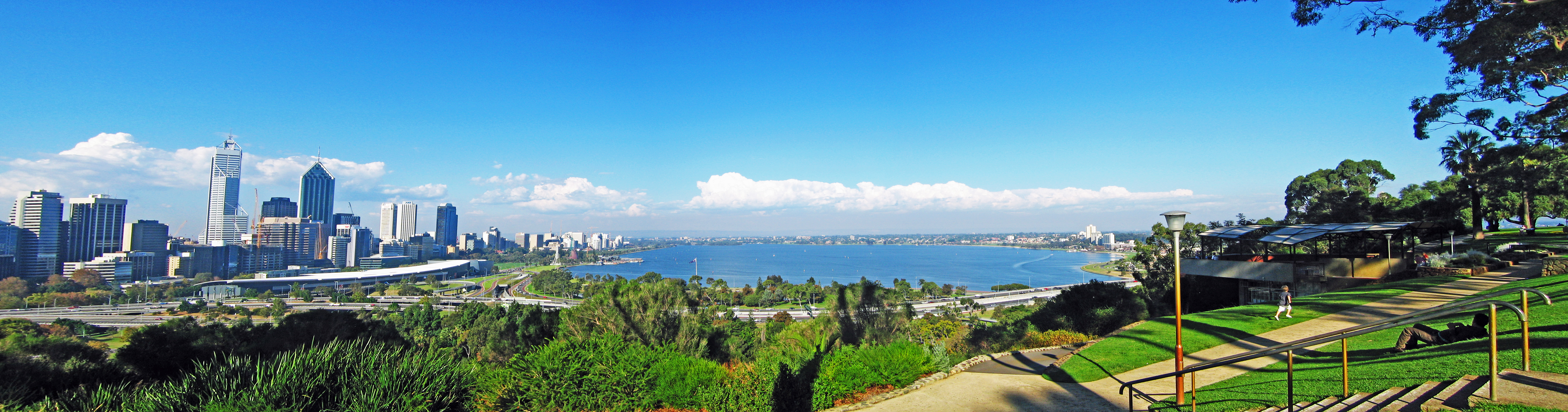
Vue sur la ville.

- Kagoshima (Japon) depuis 1974
- Houston (États-Unis) depuis 1984
- Rhodes (ville) (Grèce) depuis 1984
- Kastelórizo (Grèce) depuis 1984
- San Diego (États-Unis) depuis 1987
- Vasto (Italie) depuis 1989
- Nankin (Chine) depuis 1998
- Taipei (Taïwan) depuis 1999